# Ordine di Vittorio Veneto
L'Ordine di Vittorio Veneto è un'istituzione onorifica italiana che raggruppa gli insigniti dell’onorificenza commemorativa, costituita dalla sola classe di cavaliere di Vittorio Veneto, istituita nel 1968. Benché formalmente non abrogato, l’Ordine è di fatto posto in quiescenza in quanto, dal 2008, non vi sono più persone viventi insignite o insignibili del cavalierato.

## Storia e generalità
L'Ordine fu istituito, su proposta del senatore novarese Aldo Rossini, con la legge 263/1968 nel cinquantenario della vittoria italiana nella prima guerra mondiale al fine di «esprimere la gratitudine della Nazione» a tutti i soldati italiani che avendo combattuto durante la prima guerra mondiale, o nelle guerre precedenti, avessero conseguito la croce al merito di guerra o si fossero trovati nelle condizioni per poterne esserne insigniti (art. 2).

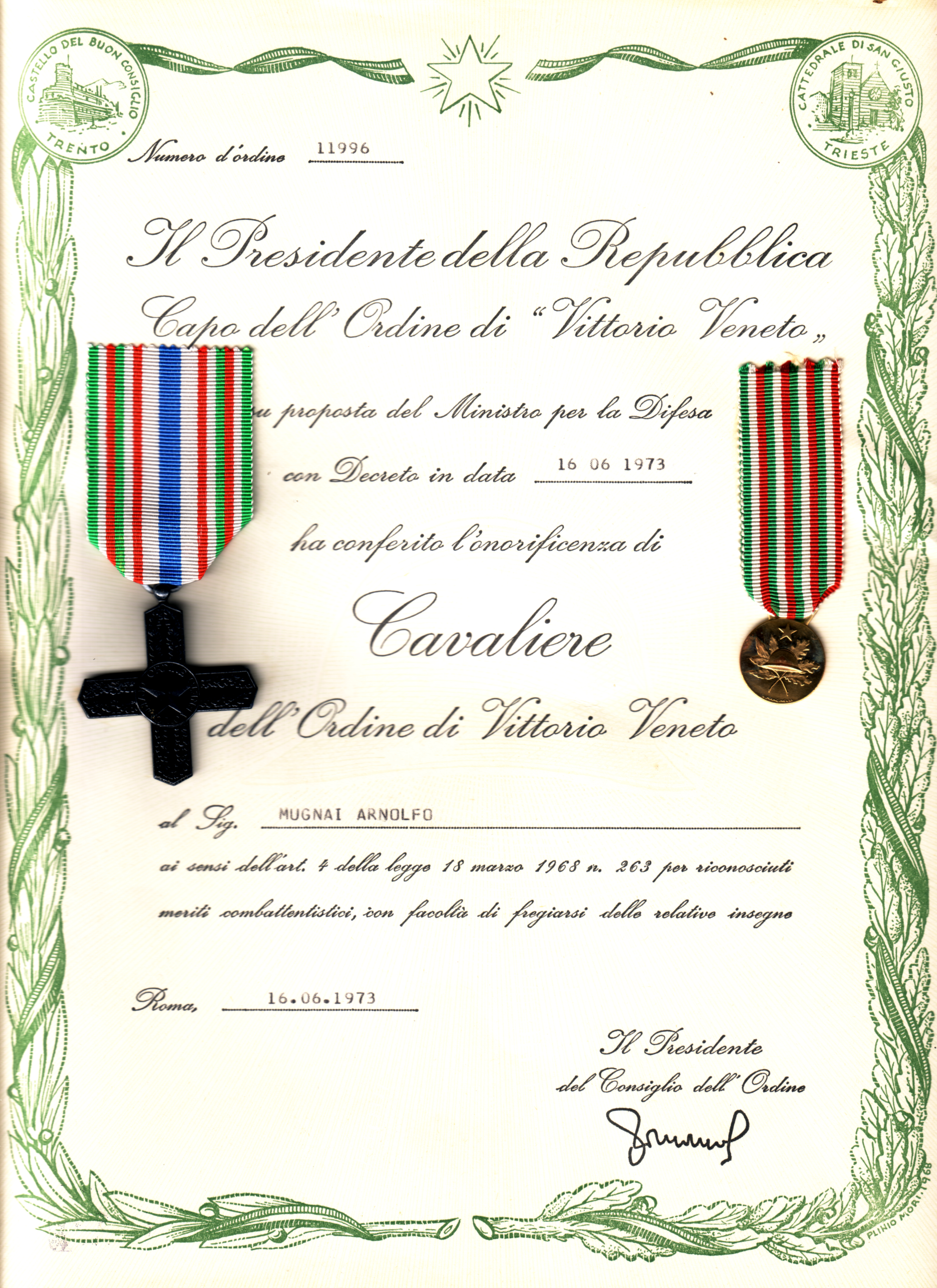
Diploma di cavaliere di Vittorio Veneto

Essa era destinata a tutti i reduci che, alla data del 1º gennaio 1968, fossero ancora viventi e godessero dei diritti civili e politici; oltre al diploma di riconoscimento, la legge prevedeva anche, per gli aventi diritto con reddito non superiore al minimo imponibile previsto ai fini dell'imposta complementare, un assegno vitalizio senza reversibilità di 60000 lire annue (art. 5), pagabili in due semestralità il 30 giugno e il 20 dicembre; l'unica forma di reversibilità prevista era, in caso di morte del beneficiario, un'ulteriore annualità del vitalizio versata alla vedova o ai figli superstiti; la legge previde che potessero beneficiare dell'assegno anche quei combattenti dell'esercito austro-ungarico che avessero partecipato alla guerra nel periodo 1914-1918 e che fossero divenuti cittadini italiani per annessione dei territori conquistati.
Benché spettante di diritto, non era concessa automaticamente, in quanto l'onere di richiederla era in capo al reduce avente diritto, che doveva farne richiesta tramite il comune di residenza (art. 4).

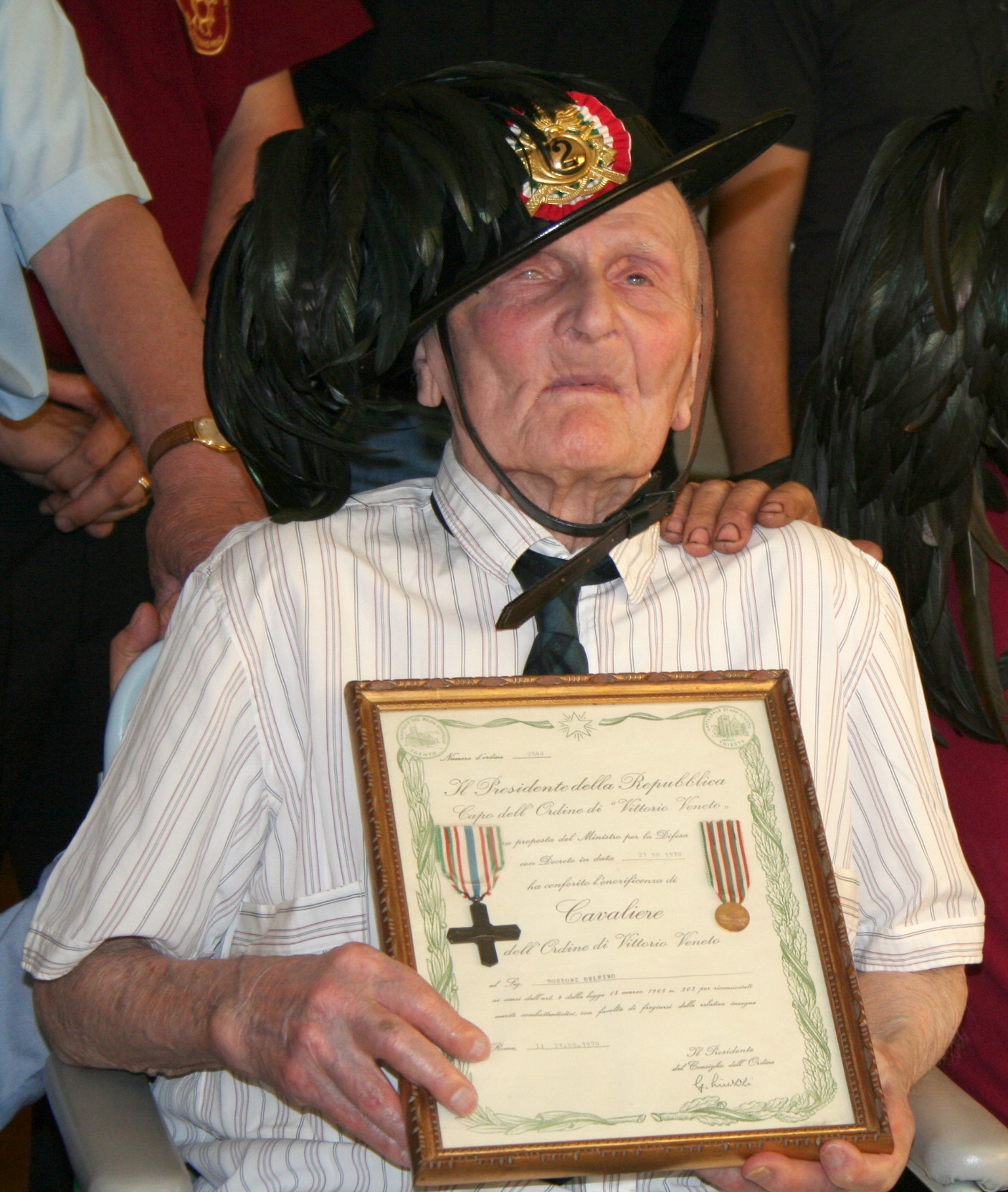
Delfino Borroni, ultimo Cavaliere di Vittorio Veneto, morto nel 2008 all'età di 110 anni.

La legge mise a capo dell'ordine, che prevedeva la sola classe di cavaliere (art. 2), il presidente della Repubblica.
Il primo capo di Stato che lo presiedette fu Giuseppe Saragat.
Il consiglio dell'ordine, che valutava le domande, era presieduto da un militare delle Forze Armate di grado equivalente a generale di corpo d'armata, da altri quattro membri militari aventi il grado di generale o ammiraglio, e dal presidente dell'Associazione Nazionale Combattenti e Reduci (art. 3).
Essendo un ordine che assegnava riconoscimenti ai reduci di un evento concluso mezzo secolo prima della sua istituzione, il numero dei suoi insigniti andò via via assottigliandosi con il passare degli anni fino alla sua quiescenza de facto avvenuta il 26 ottobre 2008 con la scomparsa dell'ultimo decorato ancora in vita, Delfino Borroni, morto all'età di 110 anni.
Esso fu quindi abrogato dall’art. 2268 c.1 del D.L. 66/2010, Codice dell’ordinamento militare, ma una successiva modificazione contenuta nel D.L. 20/2012, Modifiche ed integrazioni al decreto legislativo 15 marzo 2010, n. 66, all’art. 20, c. 2 e art. 10 c. 8, lo ripristinò, mantenendolo quindi formalmente in vigore.

## I distintivi dell'onorificenza
La legge istitutiva dell'onorificenza prevedeva che chi ne fosse insignito avesse diritto a un diploma di cavaliere su cui figurano come maniero e chiesa d'onore rispettivamente il castello del Buonconsiglio di Trento e la cattedrale di San Giusto di Trieste.
La decorazione che si aveva diritto a indossare era invece una croce greca piena, incisa, caricata di uno scudetto a forma di stella a cinque punte sorretta da un nastro con i colori della bandiera italiana e una riga azzurra.